# Alan Gorrie

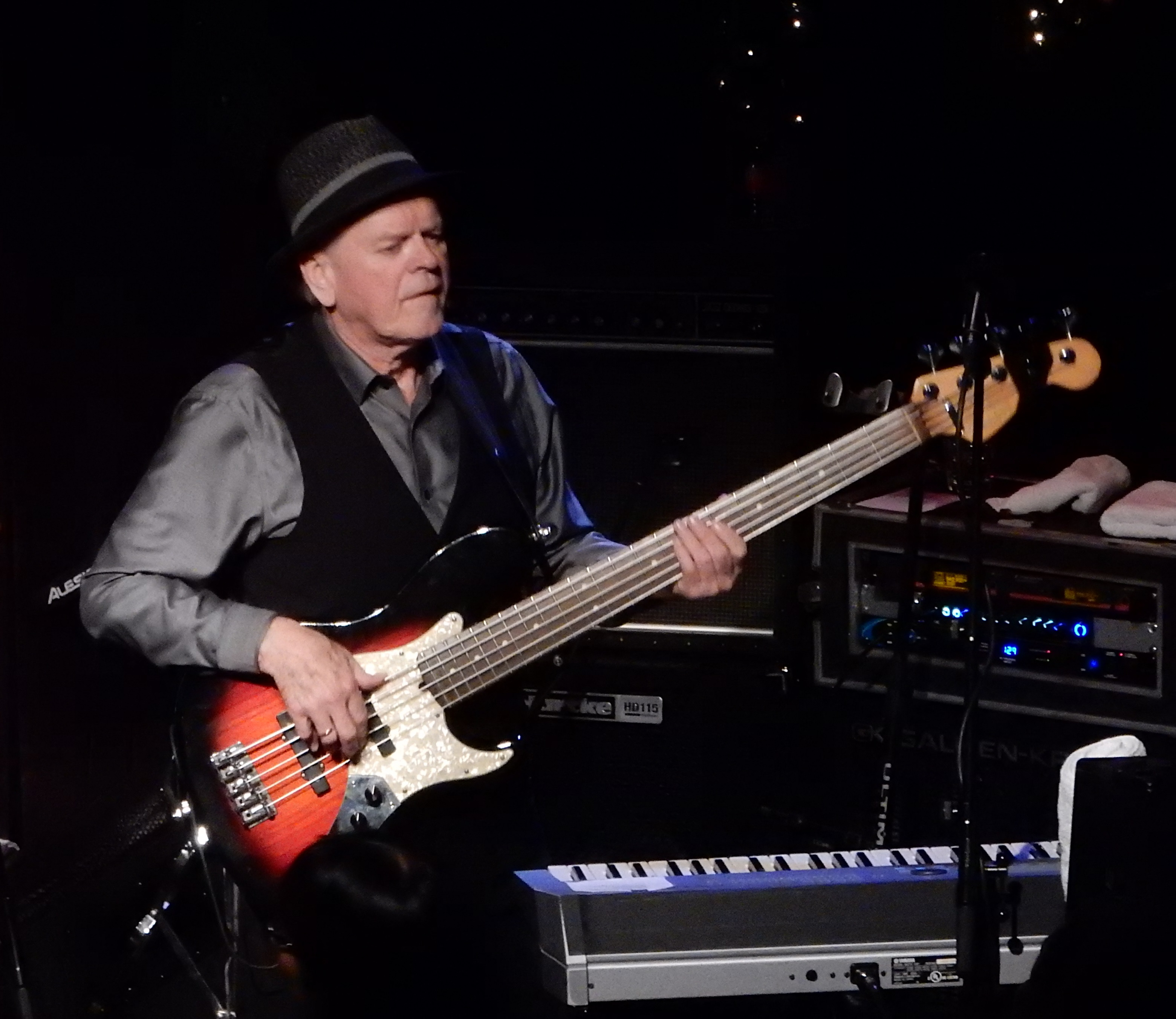
Alan Gorrie bij een concert van Average White Band

Alan Edward Gorrie (Perth, Schotland, 19 juli 1946) is de voormalige zanger en basgitarist van Average White Band.

## Biografie
Gorrie formeerde deze funk-/soulformatie in 1971 met gitarist Onnie McIntyre nadat ze eerder in Forever More hadden gespeeld. De grote successen kwamen nadat Average White Band in 1974 het platenlabel MCA voor Atlantic verruilde, en het Verenigd Koninkrijk voor de Verenigde Staten. Eind jaren 70, toen AWB onder contract van RCA kwam te staan begon het succes terug te lopen, en na het door Dan Hartman geproduceerde album Cupid's in Fashion uit 1982 ging de band tijdelijk uit elkaar. Drie jaar later bracht Gorrie een soloalbum uit; Sleepless Nights. In 1988 kwam AWB weer bijeen voor het 40-jarig jubileum van Atlantic; dit beviel zo goed dat Gorrie en McIntyre (en in eerste instantie ook saxofonist Roger Ball) besloten om door te gaan met een nieuwe bezetting. Hamish Stuart, gitarist en falsetzanger, werd achtereenvolgens vervangen door Elliot Lewis, Klyde Jones en Brent Carter (ex-Tower of Power). Met deze versie van Average White Band zou Gorrie tot 2024 optreden.
- Bibsys: 45687
- Biblioteca Nacional de España: XX4874116
- Gemeinsame Normdatei: 1020588675
- International Standard Name Identifier: 0000 0000 4611 6499
- Library of Congress Control Number: no98018422
- MusicBrainz: ba42218e-c081-4b97-9f53-63f25efea3f0
- Virtual International Authority File: 31607939
- WorldCat: E39PBJrWBRdQKBMhhJpRBPMXVC